# Drosera capillaris
Drosera capillaris es una especie de planta carnívora perteneciente a la familia de las droseráceas.

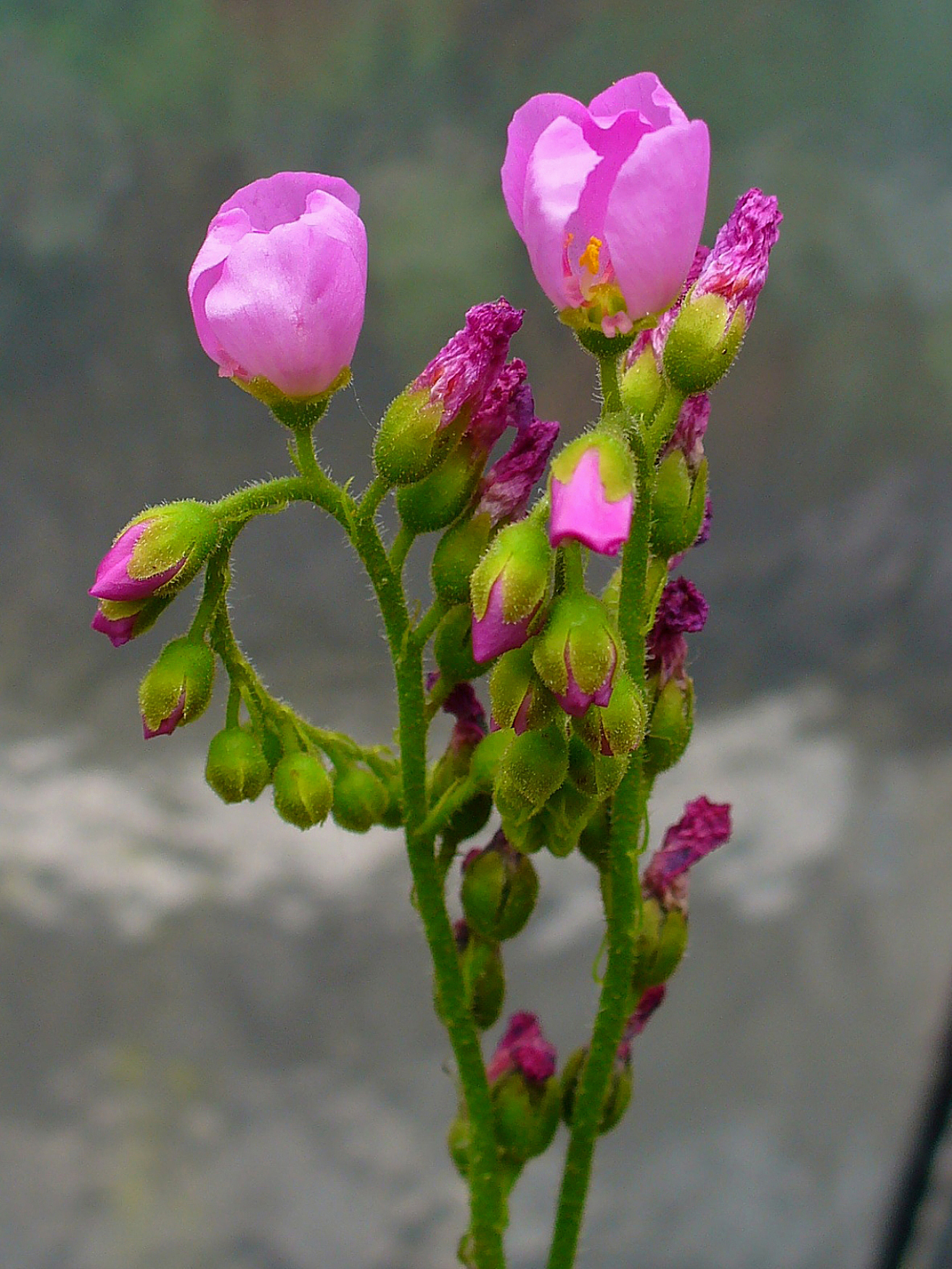
Inflorescencia

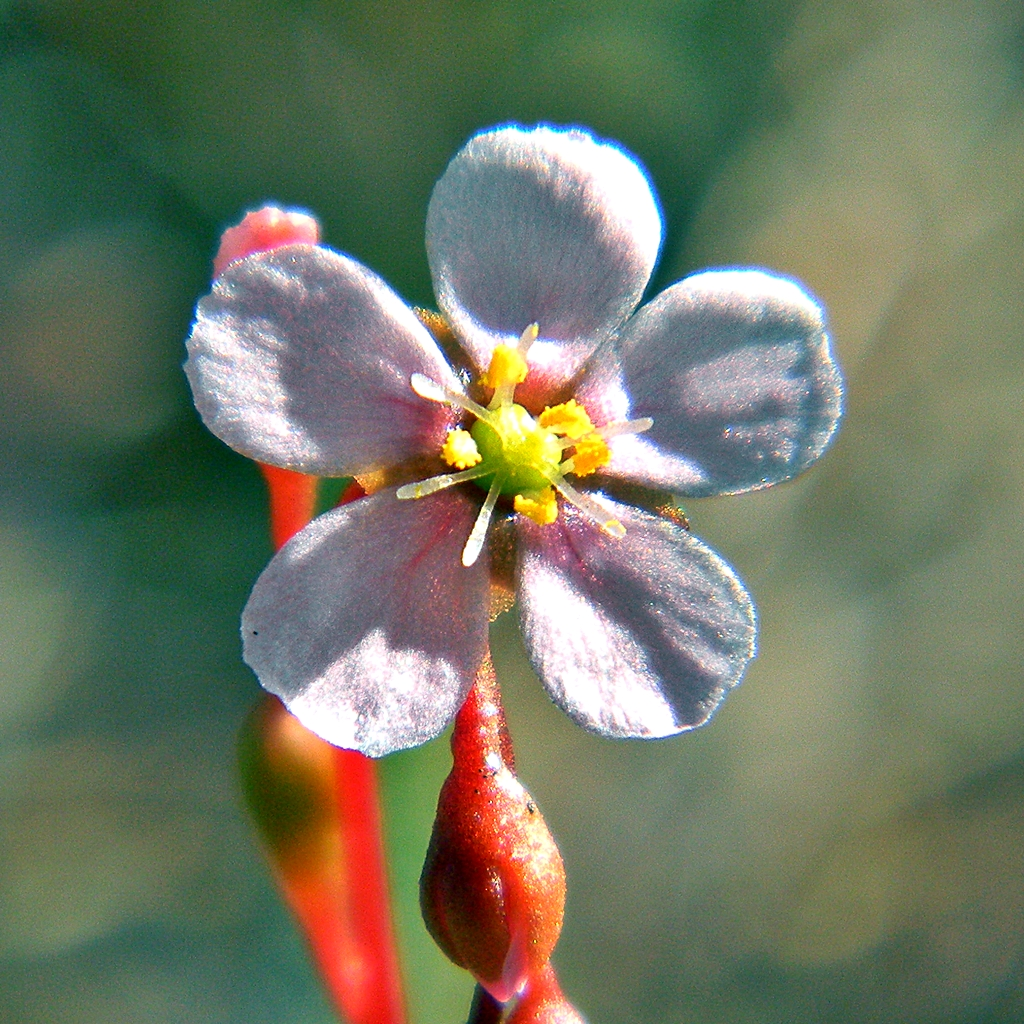
Detalle de la flor

## Descripción
D. capillaris es una planta herbácea que alcanza un tamaño de 5–18 cm de alto. Hojas en rosetas de aproximadamente 1.5–6 cm de diámetro, rojo obscuras, adpresas al suelo,0.8–3.5 cm de largo, láminas obovadas a oblanceoladas, de 1–12 mm de largo y 1.5–4 mm de ancho, ápices redondeados a obtusos, haz con tentáculos glandulares de simetría radial, envés glabro; pecíolos planos de 5–25 mm de largo y ca 1 mm de ancho, cara adaxial glabra, la abaxial con tricomas filamentosos o raramente glabra; estípulas rectangulares, 2–4 mm de largo y 0.5–1.5 mm de ancho, membranáceas, multipartidas, con lacinias 1–2.5 mm de largo. Inflorescencias 1–2, 6–18 cm de largo, glabras, con 2–7 flores, pedúnculos 2–12 cm de largo, brácteas lineares, 1–1.5 mm de largo, ápices agudos, glabras; pedicelos 0.5–1.5 mm de largo, glabros; sépalos 2–4 mm de largo, unidos ca 1/3 basal, glabros, lobos oblongos a obovados u ovados, 1.5–2.5 mm de largo y 0.5–1 mm de ancho, ápices agudos u obtusos; pétalos unguiculados, rosados o blancos; estambres ca 3.5 mm de largo, anteras ca 1.5 mm de largo; gineceo 3-carpelar, estilos 3, ca 2 mm de largo, bipartidos casi hasta la base, estigmas 6, clavados. Frutos 3-valvados; semillas obovoides, con filas longitudinales de papilas.

## Distribución y hábitat
Especie común en sabanas y pinares, en suelos arenosos próximos a ríos, lugares inundados, superficies abiertas en suelos con bastante materia orgánica, a una altitud de 0–100 metros desde el sur de Estados Unidos y México hasta Belice, Honduras y Nicaragua, Venezuela, Colombia, las Guayanas, Brasil y también en las Antillas.

## Taxonomía
Drosera capillaris fue descrita por Jean Louis Marie Poiret y publicado en Encyclopédie Méthodique, Botanique 6(1): 299. 1804.
Etimología
Drosera: tanto su nombre científico –derivado del griego δρόσος (drosos): "rocío, gotas de rocío"– como el nombre vulgar –rocío del sol, que deriva del latín ros solis: "rocío del sol"– hacen referencia a las brillantes gotas de mucílago que aparecen en el extremo de cada hoja, y que recuerdan al rocío de la mañana.
capillaris: epíteto latino que significa "enano".
Sinonimia
- Drosera capillaris var. brasiliensis Diels
- Drosera communis var. breviscapa C.Wright ex Griseb.
- Drosera minor Alph.Wood
- Drosera tenella Willd. ex Schult.
- Drosera tenella Kunth[3][4]